# Кемиджкет
Кемиджкет (кирг. Кемижкет, хак. Кемиҷкет) — исторический город енисейских кыргызов и столица Кыргызского каганата. В 970 году кыргызский каган перевёл свою ставку из Северо-Западной Монголии на Енисей. Кемиджкет в переводе с древнекыргызского языка означает «город на берегу реки Енисей». Город был окружён высокими стенами, тогда кыргызы имели 30-тысяч воинов. В городе, перед шатром кыргызского кагана по праздникам (их было 3), висел зелёный флаг государства. Руины города были найдены в современной Республике Хакасии (в составе Российской Федерации). Как описывает путешественник, дойти до города было трудно, из-за болот, крутых гор и холода.